# Función de Prandtl-Meyer

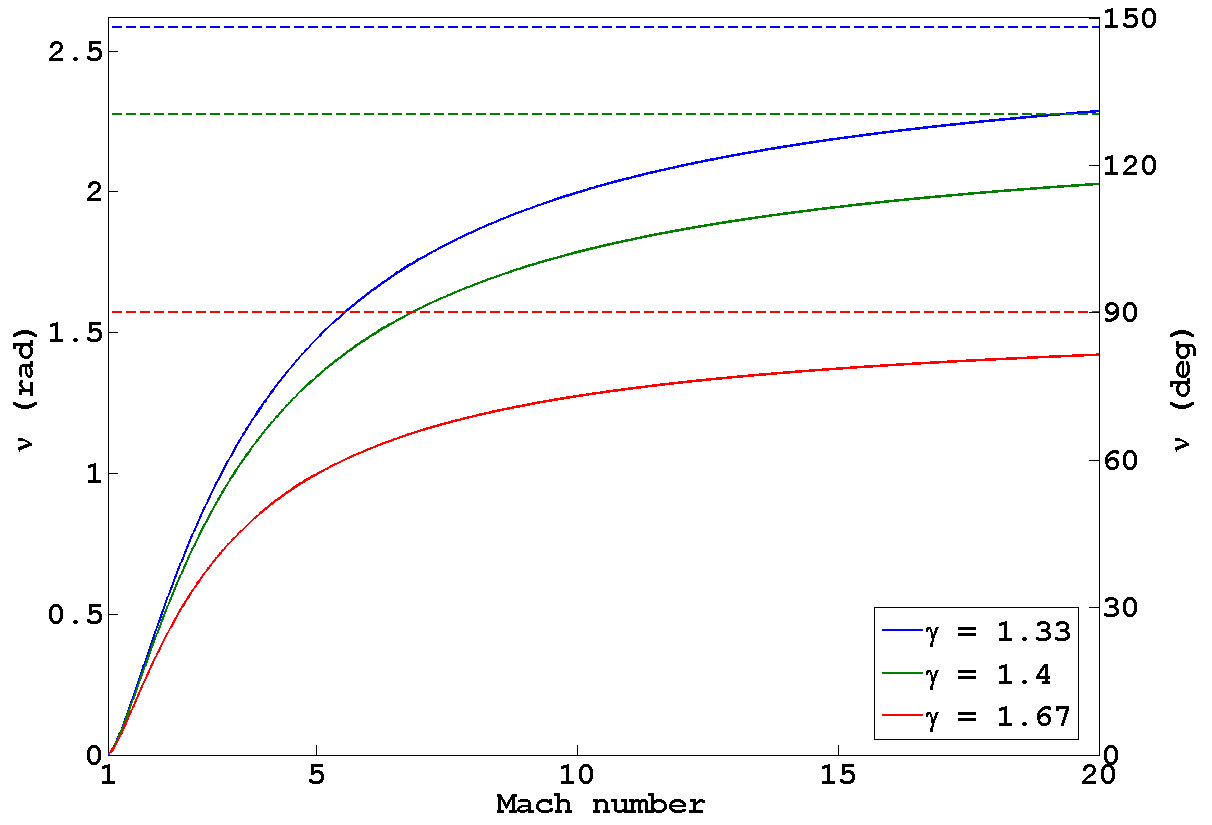
Variación en la función de Prandtl-Meyer con el número de Mach y la relación de capacidad calorífica específica. Las líneas discontinuas muestran el valor límite a medida que el número de Mach tiende a infinito.

En aerodinámica, la función de Prandtl-Meyer describe el ángulo a través del cual un flujo gira isentrópicamente desde la velocidad sónica (M=1) hasta un número de Mach (M) mayor que 1. El ángulo máximo en el que un flujo sónico (M = 1) puede girar alrededor de una esquina convexa se calcula para M = {\displaystyle \infty }. Para un gas ideal, se expresa de la siguiente manera:
{\displaystyle {\begin{aligned}\nu (M)&=\int {\frac {\sqrt {M^{2}-1}}{1+{\frac {\gamma -1}{2}}M^{2}}}{\frac {\,dM}{M}}\\[4pt]&={\sqrt {\frac {\gamma +1}{\gamma -1}}}\cdot \arctan {\sqrt {{\frac {\gamma -1}{\gamma +1}}(M^{2}-1)}}-\arctan {\sqrt {M^{2}-1}}\end{aligned}}}
donde {\displaystyle \nu \,} es la función de Prandtl-Meyer, {\displaystyle M} es el número de Mach del flujo y {\displaystyle \gamma } es la relación de capacidad calorífica|relación de las capacidades caloríficas específicas.
Por convención, la constante de integración se selecciona de tal manera que {\displaystyle \nu (1)=0.\,}
Como el número de Mach varía de 1 a {\displaystyle \infty }, {\displaystyle \nu \,} toma valores de 0 a {\displaystyle \nu _{\text{max}}\,}, donde
{\displaystyle \nu _{\text{max}}={\frac {\pi }{2}}{\bigg (}{\sqrt {\frac {\gamma +1}{\gamma -1}}}-1{\bigg )}}
| Para expansión isentrópica,  | {\displaystyle \nu (M_{2})=\nu (M_{1})+\theta \,} |
| Para compresión isentrópica, | {\displaystyle \nu (M_{2})=\nu (M_{1})-\theta \,} |

donde, {\displaystyle \theta } es el valor absoluto del ángulo a través del cual gira el flujo, {\displaystyle M} es el número de Mach del flujo y los sufijos «1» y «2» denotan las condiciones inicial y final, respectivamente.